# Liste des épisodes de My Little Pony : Les amies, c'est magique
My Little Pony : Les amies, c'est magique est une série télévisée d'animation créée par Lauren Faust et réalisée par James Wootton, Jayson Thiessen, Jim Miller, Denny Lu, Tim Stuby et Mike Myhre.
Aux États-Unis, la série a été diffusée par la chaîne Discovery Family, appelée The Hub lors de la diffusion des trois premières saisons puis Hub Network pendant la quatrième. Au Canada et au Québec, elle a été diffusée respectivement sur Treehouse TV et Yoopa. En France, toutes les saisons ont été diffusées par Tiji et Gulli. La première diffusion était généralement effectuée par Tiji. La huitième saison a été d'abord diffusée par TF1, avant de revenir sur Tiji.
Chaque saison est composée de 26 épisodes, à l'exception de la troisième qui en compte 13.

## Vue d'ensemble des saisons
| Saison | Saison | Épisodes | Début de saison   | Fin de saison    |
| ------ | ------ | -------- | ----------------- | ---------------- |
|        | 1      | 26       | 10 octobre 2010   | 6 mai 2011       |
|        | 2      | 26       | 17 septembre 2011 | 21 avril 2012    |
|        | 3      | 13       | 10 novembre 2012  | 16 février 2013  |
|        | 4      | 26       | 23 novembre 2013  | 10 mai 2014      |
|        | 5      | 26       | 4 avril 2015      | 28 novembre 2015 |
|        | 6      | 26       | 26 mars 2016      | 22 octobre 2016  |
|        | 7      | 26       | 15 avril 2017     | 28 octobre 2017  |
|        | 8      | 26       | 24 mars 2018      | 13 octobre 2018  |
|        | 9      | 26       | 6 avril 2019      | 13 octobre 2019  |

## Saison 1 (2010-2011)
Aux États-Unis, la première saison est diffusée à partir du 10 octobre 2010 sur la chaîne The Hub. En France, elle est diffusée à partir du 27 août 2011 sur TiJi, puis à partir du 3 novembre 2011 sur Gulli.
| Numéros   | Titres                                                      | Réalisateur(s) | Scénariste(s)                   | 1re diff. aux États-Unis | 1re diff. en France |
| --------- | ----------------------------------------------------------- | -------------- | ------------------------------- | ------------------------ | ------------------- |
| 1 (1-01)  | La Magie de l'amitié (partie 1) Friendship Is Magic, part 1 | James Wootton  | Lauren Faust                    | 10 octobre 2010          | 27 août 2011        |
| 2 (1-02)  | La Magie de l'amitié (partie 2) Friendship Is Magic, part 2 | James Wootton  | Lauren Faust                    | 22 octobre 2010          | 27 août 2011        |
| 3 (1-03)  | L'Invitation The Ticket Master                              | James Wootton  | Amy Keating Rogers Lauren Faust | 29 octobre 2010          | 27 août 2011        |
| 4 (1-04)  | La pomme au panier Applebuck Season                         | James Wootton  | Amy Keating Rogers              | 5 novembre 2010          | 28 août 2011        |
| 5 (1-05)  | Farces et Griffon Griffon the Brush-Off                     | James Wootton  | Cindy Morrow                    | 12 novembre 2010         | 28 août 2011        |
| 6 (1-06)  | Des pouvoirs... pas si magiques? Boast Busters              | James Wootton  | Chris Savino                    | 19 novembre 2010         | 28 août 2011        |
| 7 (1-07)  | Un dragon à Poneyville Dragonshy                            | James Wootton  | Meghan McCarthy                 | 26 novembre 2010         | 29 août 2011        |
| 8 (1-08)  | Soirée entre copines Look Before You Sleep                  | James Wootton  | Charlotte Fullerton             | 3 décembre 2010          | 29 août 2011        |
| 9 (1-09)  | Apparences trompeuses Bridle Gossip                         | James Wootton  | Amy Keating Rogers              | 10 décembre 2010         | 30 août 2011        |
| 10 (1-10) | Les Parasites s'invitent Swarm of the Century               | James Wootton  | M. A. Larson                    | 17 décembre 2010         | 30 août 2011        |
| 11 (1-11) | La fête de la fin de l'hiver Winter Wrap Up                 | James Wootton  | Cindy Morrow                    | 24 décembre 2010         | 31 août 2011        |
| 12 (1-12) | La Marque de beauté Call of the Cutie                       | James Wootton  | Meghan McCarthy                 | 7 janvier 2011           | 31 août 2011        |
| 13 (1-13) | La compétition Fall Weather Friends                         | James Wootton  | Amy Keating Rogers              | 28 janvier 2011          | 31 août 2011        |
| 14 (1-14) | Le Défilé haute-couture Suited for Success                  | James Wootton  | Charlotte Fullerton             | 4 février 2011           | 31 août 2011        |
| 15 (1-15) | L'incroyable pouvoir de Pinkie Pie Feeling Pinkie Keen      | James Wootton  | Dave Polsky                     | 11 février 2011          | 1er septembre 2011  |
| 16 (1-16) | La tête dans les nuages Sonic Rainboom                      | James Wootton  | M. A. Larson                    | 18 février 2011          | 1er septembre 2011  |
| 17 (1-17) | Un regard de glace Stare Master                             | James Wootton  | Chris Savino                    | 25 février 2011          | 2 septembre 2011    |
| 18 (1-18) | La Démonstration de talent The Show Stoppers                | James Wootton  | Cindy Morrow                    | 4 mars 2011              | 2 septembre 2011    |
| 19 (1-19) | Entre chiens et poneys A Dog and Pony Show                  | James Wootton  | Amy Keating Rogers              | 11 mars 2011             | 3 septembre 2011    |
| 20 (1-20) | Sous les projecteurs Green Isn't Your Color                 | James Wootton  | Meghan McCarthy                 | 18 mars 2011             | 3 septembre 2011    |
| 21 (1-21) | Question de territoire Over a Barrel                        | James Wootton  | Dave Polsky                     | 25 mars 2011             | 3 septembre 2011    |
| 22 (1-22) | Une créature bien étrange A Bird in the Hoof                | James Wootton  | Charlotte Fullerton             | 8 avril 2011             | 4 septembre 2011    |
| 23 (1-23) | Les Chercheuses de talent The Cutie Mark Chronicles         | James Wootton  | M. A. Larson                    | 15 avril 2011            | 4 septembre 2011    |
| 24 (1-24) | Une chouette fin Owl's Well That Ends Well                  | James Wootton  | Cindy Morrow                    | 22 avril 2011            | 4 septembre 2011    |
| 25 (1-25) | La fête manquée Party of One                                | James Wootton  | Meghan McCarthy                 | 29 avril 2011            | 5 septembre 2011    |
| 26 (1-26) | La meilleure nuit de tous les temps The Best Night Ever     | James Wootton  | Amy Keating Rogers              | 6 mai 2011               | 5 septembre 2011    |

## Saison 2 (2011-2012)
Aux États-Unis, la deuxième saison est diffusée à partir du 17 septembre 2011 sur la chaîne The Hub. En France, elle est diffusée à partir du 18 août 2012 sur TiJi, puis à partir du 1er octobre 2012 sur Gulli.
| Numéros   | Titres                                                            | Réalisateur(s) | Scénariste(s)                            | 1re diff. aux États-Unis | 1re diff. en France |
| --------- | ----------------------------------------------------------------- | -------------- | ---------------------------------------- | ------------------------ | ------------------- |
| 27 (2-01) | Le retour de l'Harmonie - partie 1 The Return of Harmony - Part 1 | James Wootton  | M. A. Larson                             | 17 septembre 2011        | 18 août 2012        |
| 28 (2-02) | Le retour de l'Harmonie - partie 2 The Return of Harmony - Part 2 | James Wootton  | M. A. Larson                             | 24 septembre 2011        | 18 août 2012        |
| 29 (2-03) | Leçon Zéro Lesson Zero                                            | James Wootton  | Meghan McCarthy                          | 15 octobre 2011          | 18 août 2012        |
| 30 (2-04) | Le Festival du Cauchemar Luna Eclipsed                            | James Wootton  | M. A. Larson                             | 22 octobre 2011          | 18 août 2012        |
| 31 (2-05) | L'Olympiade des Sœurs Poneys Sisterhooves Social                  | James Wootton  | Cindy Morrow                             | 5 novembre 2011          | 18 août 2012        |
| 32 (2-06) | La Marquéole The Cutie Pox                                        | James Wootton  | Amy Keating Rogers                       | 12 novembre 2011         | 18 août 2012        |
| 33 (2-07) | Un animal pour Rainbow Dash May the Best Pet Win!                 | James Wootton  | Charlotte Fullerton                      | 19 novembre 2011         | 25 août 2012        |
| 34 (2-08) | La mystérieuse jument héroïque The Mysterious Mare Do Well        | James Wootton  | Merriwether Williams                     | 26 novembre 2011         | 25 août 2012        |
| 35 (2-09) | La haute société de Canterlot Sweet and Elite                     | James Wootton  | Meghan McCarthy                          | 3 décembre 2011          | 25 août 2012        |
| 36 (2-10) | L'anniversaire de Spike Secret of My Excess                       | James Wootton  | M. A. Larson                             | 10 décembre 2011         | 1er septembre 2012  |
| 37 (2-11) | La création d’Equestria Hearth's Warming Eve                      | James Wootton  | Merriwether Williams                     | 17 décembre 2011         | 20 octobre 2012     |
| 38 (2-12) | Les confitures de Granny Smith Family Appreciation Day            | James Wootton  | Cindy Morrow                             | 7 janvier 2012           | 1er septembre 2012  |
| 39 (2-13) | Alerte, bébés poneys! Baby Cakes                                  | James Wootton  | Charlotte Fullerton                      | 14 janvier 2012          | 1er septembre 2012  |
| 40 (2-14) | Les rubans bleus The Last Roundup                                 | James Wootton  | Amy Keating Rogers                       | 21 janvier 2012          | 20 octobre 2012     |
| 41 (2-15) | La saison du jus The Super Speedy Cider Squeezy 6000              | James Wootton  | M. A. Larson                             | 28 janvier 2012          | 20 octobre 2012     |
| 42 (2-16) | Casse-cou et la quête du saphir Read It and Weep                  | James Wootton  | Cindy Morrow                             | 4 février 2012           | 27 octobre 2012     |
| 43 (2-17) | Un amoureux pour Mlle Cheerilee Hearts and Hooves Day             | James Wootton  | Meghan McCarthy                          | 11 février 2012          | 27 octobre 2012     |
| 44 (2-18) | Le nouvel ami de Pinkie A Friend in Deed                          | James Wootton  | Amy Keating Rogers                       | 18 février 2012          | 27 octobre 2012     |
| 45 (2-19) | Un stage très spécial Putting Your Hoof Down                      | James Wootton  | Charlotte Fullerton Merriwether Williams | 3 mars 2012              | 27 octobre 2012     |
| 46 (2-20) | Retour vers le passé It's About Time                              | James Wootton  | M. A. Larson                             | 10 mars 2012             | 27 octobre 2012     |
| 47 (2-21) | Spike cherche sa famille Dragon Quest                             | James Wootton  | Merriwether Williams                     | 17 mars 2012             | 27 octobre 2012     |
| 48 (2-22) | Mission pour les Pégases Hurricane Fluttershy                     | James Wootton  | Cindy Morrow                             | 24 mars 2012             | 3 novembre 2012     |
| 49 (2-23) | Journalistes en herbe Ponyville Confidential                      | James Wootton  | M. A. Larson                             | 31 mars 2012             | 3 novembre 2012     |
| 50 (2-24) | Pinkie mène l'enquête MMMystery on the Friendship Express         | James Wootton  | Amy Keating Rogers                       | 7 avril 2012             | 5 novembre 2012     |
| 51 (2-25) | Vive Les Mariés - partie 1 A Canterlot Wedding - Part 1           | James Wootton  | Meghan McCarthy                          | 21 avril 2012            | 10 novembre 2012    |
| 52 (2-26) | Vive Les Mariés - partie 2 A Canterlot Wedding - Part 2           | James Wootton  | Meghan McCarthy                          | 21 avril 2012            | 10 novembre 2012    |

## Saison 3 (2012-2013)
Aux États-Unis, la troisième saison est diffusée à partir du 10 novembre 2012 sur la chaîne The Hub. En France, elle est diffusée à partir du 31 août 2013 sur TiJi.
La réalisation de la troisième saison a été confirmée par Nicole Oliver, Tara Strong et Michelle Creber durant une interview. Avant sa sortie, il a été annoncé qu'elle sera composée de 13 épisodes, que la Princesse Cadance reviendra, que Twilight et ses amies vont rappeler aux poneys de cristal leur histoire et leur culture, que Twilight craindra de ne pas être préparée pour quelque chose, et que les Chercheuses de talent seront présentes à partir du quatrième épisode de la saison.
| Numéros   | Titres                                                       | Réalisateur(s)                 | Scénariste(s)        | 1re diff. aux États-Unis | 1re diff. en France |
| --------- | ------------------------------------------------------------ | ------------------------------ | -------------------- | ------------------------ | ------------------- |
| 53 (3-01) | Le royaume de cristal - partie 1 The Crystal Empire - Part 1 | James Wootton, Jayson Thiessen | Meghan McCarthy      | 10 novembre 2012         | 31 août 2013        |
| 54 (3-02) | Le royaume de cristal - partie 2 The Crystal Empire - Part 2 | James Wootton, Jayson Thiessen | Meghan McCarthy      | 10 novembre 2012         | 31 août 2013        |
| 55 (3-03) | Trop de Pinkie Pies Too Many Pinkie Pies                     | James Wootton                  | Dave Polsky          | 17 novembre 2012         | 1er septembre 2013  |
| 56 (3-04) | La petite peste One Bad Apple                                | James Wootton                  | Cindy Morrow         | 24 novembre 2012         | 2 septembre 2013    |
| 57 (3-05) | Duel magique Magic Duel                                      | James Wootton                  | M. A. Larson         | 1er décembre 2012        | 3 septembre 2013    |
| 58 (3-06) | Autour du feu de camp Sleepless in Ponyville                 | James Wootton                  | Corey Powell         | 8 décembre 2012          | 4 septembre 2013    |
| 59 (3-07) | Rainbow Dash, apprentie Wonderbolt Wonderbolt Academy        | James Wootton                  | Merriwether Williams | 15 décembre 2012         | 5 septembre 2013    |
| 60 (3-08) | Réunion de famille Apple Family Reunion                      | James Wootton                  | Cindy Morrow         | 22 décembre 2012         | 6 septembre 2013    |
| 61 (3-09) | Le code d'honneur des dragons Spike at Your Service          | James Wootton                  | Merriwether Williams | 29 décembre 2012         | 7 septembre 2013    |
| 62 (3-10) | Le retour de Discord Keep Calm and Flutter On                | Jayson Thiessen                | Dave Polsky          | 19 janvier 2013          | 8 septembre 2013    |
| 63 (3-11) | Spike, baby-sitter d'animaux Just for Sidekicks              | James Wootton                  | Corey Powell         | 26 janvier 2013          | 9 septembre 2013    |
| 64 (3-12) | Les jeux d'Equestria Games Ponies Play                       | James Wootton                  | Dave Polsky          | 9 février 2013           | 10 septembre 2013   |
| 65 (3-13) | La vraie Twilight Magical Mystery Cure                       | Jayson Thiessen                | M. A. Larson         | 16 février 2013          | 11 septembre 2013   |

## Saison 4 (2013-2014)
Aux États-Unis, la quatrième saison est diffusée à partir du 23 novembre 2013 sur la chaîne Hub Network. En France, elle est diffusée à partir du 5 avril 2014 sur TiJi.
| Numéros   | Titres                                                           | Réalisateur(s)              | Scénariste(s)                                        | 1re diff. aux États-Unis | 1re diff. en France |
| --------- | ---------------------------------------------------------------- | --------------------------- | ---------------------------------------------------- | ------------------------ | ------------------- |
| 66 (4-01) | Princesse Twilight - partie 1 Princess Twilight Sparkle - Part 1 | Jayson Thiessen, Jim Miller | Meghan McCarthy                                      | 23 novembre 2013         | 5 avril 2014        |
| 67 (4-02) | Princesse Twilight - partie 2 Princess Twilight Sparkle - Part 2 | Jayson Thiessen, Jim Miller | Meghan McCarthy                                      | 23 novembre 2013         | 5 avril 2014        |
| 68 (4-03) | Le palais hanté Castle Mane-ia                                   | Jayson Thiessen, Jim Miller | Josh Haber                                           | 30 novembre 2013         | 5 avril 2014        |
| 69 (4-04) | Les mésaventures de Casse-Cou Daring Don't                       | Jayson Thiessen, Jim Miller | Dave Polsky                                          | 7 décembre 2013          | 12 avril 2014       |
| 70 (4-05) | La course au drapeau Flight to the Finish                        | Jayson Thiessen, Jim Miller | Ed Valentine                                         | 14 décembre 2013         | 12 avril 2014       |
| 71 (4-06) | Les Super Poneys Power Ponies                                    | Jayson Thiessen, Jim Miller | Meghan McCarthy, Charlotte Fullerton, Betsy McGrowen | 21 décembre 2013         | 12 avril 2014       |
| 72 (4-07) | Chauves-souris ! BATS!                                           | Jayson Thiessen, Jim Miller | Merriwether Williams                                 | 28 décembre 2013         | 19 avril 2014       |
| 73 (4-08) | Rarity sur le podium Rarity Takes Manehattan                     | Jayson Thiessen, Jim Miller | Dave Polsky                                          | 4 janvier 2014           | 19 avril 2014       |
| 74 (4-09) | Une famille idéale ! Pinkie Apple Pie                            | Jayson Thiessen, Jim Miller | Natasha Levinger                                     | 11 janvier 2014          | 25 avril 2014       |
| 75 (4-10) | L'équipe des gagnants Rainbow Falls                              | Jayson Thiessen, Jim Miller | Corey Powell                                         | 18 janvier 2014          | 26 avril 2014       |
| 76 (4-11) | Trois, bonjour les dégâts Three's a Crowd                        | Jayson Thiessen, Jim Miller | Meghan McCarthy et Ed Valentine                      | 25 janvier 2014          | 3 mai 2014          |
| 77 (4-12) | Le Roi de la fête Pinkie Pride                                   | Jayson Thiessen, Jim Miller | Amy Keating Rogers                                   | 1er février 2014         | 4 mai 2014          |
| 78 (4-13) | La vie à la ferme Simple Ways                                    | Jayson Thiessen, Jim Miller | Josh Haber                                           | 8 février 2014           | 13 juin 2014        |
| 79 (4-14) | Fluttertrac Filli Vanilli                                        | Jayson Thiessen, Jim Miller | Amy Keating Rogers                                   | 15 février 2014          | 4 septembre 2014    |
| 80 (4-15) | Les Cours de Twilight Twilight Time                              | Jayson Thiessen, Jim Miller | Dave Polsky                                          | 22 février 2014          | 5 septembre 2014    |
| 81 (4-16) | La Migration des ponillons It Ain't Easy Being Breezies          | Jayson Thiessen, Jim Miller | Natasha Levinger                                     | 1er mars 2014            | 6 septembre 2014    |
| 82 (4-17) | Une sœur envahissante Somepony to Watch Over Me                  | Jayson Thiessen, Jim Miller | Scott Sonneborn                                      | 8 mars 2014              | 7 septembre 2014    |
| 83 (4-18) | Maud Pie                                                         | Jayson Thiessen, Jim Miller | Noelle Benvenuti                                     | 15 mars 2014             | 9 septembre 2014    |
| 84 (4-19) | Les costumes de Sweetie Belle For Whom the Sweetie Belle Toils   | Jayson Thiessen, Jim Miller | Dave Polsky                                          | 22 mars 2014             | 10 septembre 2014   |
| 85 (4-20) | Miracles à vendre Leap of Faith                                  | Jayson Thiessen, Jim Miller | Josh Haber                                           | 29 mars 2014             | 11 septembre 2014   |
| 86 (4-21) | Apprendre à apprendre Testing Testing 1, 2, 3                    | Jayson Thiessen, Jim Miller | Amy Keating Rogers                                   | 5 avril 2014             | 12 septembre 2014   |
| 87 (4-22) | La foire aux échanges Trade Ya!                                  | Jayson Thiessen, Jim Miller | Scott Sonneborn                                      | 19 avril 2014            | 8 septembre 2014    |
| 88 (4-23) | La créativité de Rarity Inspiration Manifestation                | Jayson Thiessen, Jim Miller | Corey Powell et Meghan McCarthy                      | 26 avril 2014            | 13 septembre 2014   |
| 89 (4-24) | Les Jeux d'Equestria Equestria Games                             | Jayson Thiessen, Jim Miller | Dave Polsky                                          | 3 mai 2014               | 14 septembre 2014   |
| 90 (4-25) | Le voleur de magie - partie 1 Twilight's Kingdom - Part 1        | Jayson Thiessen, Jim Miller | Meghan McCarthy                                      | 10 mai 2014              | 15 septembre 2014   |
| 91 (4-26) | Le voleur de magie - partie 2 Twilight's Kingdom - Part 2        | Jayson Thiessen, Jim Miller | Meghan McCarthy                                      | 10 mai 2014              | 16 septembre 2014   |

## Saison 5 (2015)
Aux États-Unis, la cinquième saison est diffusée à partir du 4 avril 2015 sur la chaîne Discovery Family. En France, elle est diffusée à partir du 31 août 2015 sur TiJi, puis à partir du 19 octobre 2015 sur Gulli.
| Numéros    | Titres                                                            | Réalisateur(s)                 | Scénariste(s)                                                 | 1re diff. aux États-Unis | 1re diff. en France |
| ---------- | ----------------------------------------------------------------- | ------------------------------ | ------------------------------------------------------------- | ------------------------ | ------------------- |
| 92 (5-01)  | La carte - partie 1 The Cutie Map - Part 1                        | Jim Miller, Jayson Thiessen    | Meghan McCarthy, Scott Sonneborn et M.A. Larson               | 4 avril 2015             | 31 août 2015        |
| 93 (5-02)  | La carte - partie 2 The Cutie Map - Part 2                        | James Wootton, Jayson Thiessen | Meghan McCarthy, Scott Sonneborn et M.A. Larson               | 4 avril 2015             | 31 août 2015        |
| 94 (5-03)  | La vie de château Castle Sweet Castle                             | Jim Miller, Jayson Thiessen    | Joanna Lewis et Kristine Songco                               | 11 avril 2015            | 31 août 2015        |
| 95 (5-04)  | La marque infernale Bloom & Gloom                                 | Jim Miller, Jayson Thiessen    | Josh Haber                                                    | 18 avril 2015            | 3 septembre 2015    |
| 96 (5-05)  | Sieste d'hiver Tanks for the Memories                             | Jim Miller, Jayson Thiessen    | Cindy Morrow                                                  | 25 avril 2015            | 4 septembre 2015    |
| 97 (5-06)  | Le signe de la malchance Appleoosa's Most Wanted                  | Jim Miller, Jayson Thiessen    | Dave Polsky                                                   | 2 mai 2015               | 6 septembre 2015    |
| 98 (5-07)  | Discord et les nouveaux amis Make New Friends but Keep Discord    | Jim Miller, Jayson Thiessen    | Natasha Levinger                                              | 16 mai 2015              | 7 septembre 2015    |
| 99 (5-08)  | Le trésor perdu de Griffonroche The Lost Treasure of Griffonstone | Jim Miller, Jayson Thiessen    | Amy Keating Rogers                                            | 23 mai 2015              | 8 septembre 2015    |
| 100 (5-09) | Tranche de vie Slice of Life                                      | Jim Miller, Jayson Thiessen    | M.A. Larson                                                   | 13 juin 2015             | 9 septembre 2015    |
| 101 (5-10) | Princesse Spike Princess Spike                                    | Jim Miller, Jayson Thiessen    | Jayson Thiessen, Jim Miller et Neal Dusedau                   | 20 juin 2015             | 10 septembre 2015   |
| 102 (5-11) | Une fête pour les yacks Party Pooped                              | Jim Miller, Jayson Thiessen    | Jayson Thiessen, Jim Miller et Nick Confalone                 | 27 juin 2015             | 11 septembre 2015   |
| 103 (5-12) | D'anciennes amitiés Amending Fences                               | Jim Miller, Jayson Thiessen    | M.A. Larson                                                   | 4 juillet 2015           | 12 septembre 2015   |
| 104 (5-13) | Rêves de princesses Do Princesses Dream of Magic Sheep ?          | Jim Miller, Jayson Thiessen    | Jayson Thiessen, Jim Miller et Scott Sonneborn                | 11 juillet 2015          | 13 septembre 2015   |
| 105 (5-14) | Le Carrousel de Canterlot Canterlot Boutique                      | Denny Lu                       | Amy Keating Rogers                                            | 12 septembre 2015        | 10 février 2016     |
| 106 (5-15) | Rarity mène l'enquête Rarity Investigates                         | Denny Lu                       | Meghan McCarthy, M.A. Larson, Joanna Lewis et Kristine Songco | 19 septembre 2015        | 11 février 2016     |
| 107 (5-16) | Le festival du solstice d'été Made in Manehattan                  | Denny Lu                       | Noelle Benvenuti                                              | 26 septembre 2015        | 11 février 2016     |
| 108 (5-17) | Une nouvelle cousine Brotherhooves Social                         | Denny Lu                       | Dave Polsky                                                   | 3 octobre 2015           | 12 février 2016     |
| 109 (5-18) | Qui cherche trouve Crusaders of the Lost Mark                     | Denny Lu                       | Amy Keating Rogers                                            | 10 octobre 2015          | 12 février 2016     |
| 110 (5-19) | Motus et bouche cousue The One Where Pinkie Pie Knows             | Denny Lu                       | G.M. Berrow                                                   | 17 octobre 2015          | 13 février 2016     |
| 111 (5-20) | Réunion de famille Hearthbreakers                                 | Denny Lu                       | Nick Confalone                                                | 24 octobre 2015          | 13 février 2016     |
| 112 (5-21) | Terreur pour tout le monde Scare Master                           | Denny Lu                       | Natasha Levinger                                              | 31 octobre 2015          | 10 février 2016     |
| 113 (5-22) | Discord, Superstar What About Discord?                            | Denny Lu                       | Neal Dusedau                                                  | 7 novembre 2015          | 14 février 2016     |
| 114 (5-23) | Les Paddockson et les McGalop The Hooffields and McColts          | Denny Lu                       | Joanna Lewis et Kristine Songco                               | 14 novembre 2015         | 14 février 2016     |
| 115 (5-24) | Le festival des Gros Sabots The Mane Attraction                   | Denny Lu                       | Amy Keating Rogers                                            | 21 novembre 2015         | 15 février 2016     |
| 116 (5-25) | La Quête de l'arc-en-ciel - partie 1 The Cutie Re-Mark - Part 1   | Denny Lu                       | Josh Haber                                                    | 28 novembre 2015         | 23 février 2016     |
| 117 (5-26) | La Quête de l'arc-en-ciel - partie 2 The Cutie Re-Mark - Part 2   | Denny Lu                       | Josh Haber                                                    | 28 novembre 2015         | 24 février 2016     |

## Saison 6 (2016)
Aux États-Unis, la sixième saison est diffusée à partir du 26 mars 2016 sur la chaîne Discovery Family. En France, elle est diffusée à partir du 4 juin 2016 sur Gulli, puis sur TiJi.
| Numéros    | Titres                                                                      | Réalisateur(s)        | Scénariste(s)                                       | 1re diff. aux États-Unis | 1re diff. en France |
| ---------- | --------------------------------------------------------------------------- | --------------------- | --------------------------------------------------- | ------------------------ | ------------------- |
| 118 (6-01) | Le cœur de cristal - partie 1 The Crystalling - Part 1                      | Denny Lu et Tim Stuby | Josh Haber                                          | 26 mars 2016             | 4 juin 2016         |
| 119 (6-02) | Le cœur de cristal - partie 2 The Crystalling - Part 2                      | Denny Lu et Tim Stuby | Josh Haber                                          | 26 mars 2016             | 4 juin 2016         |
| 120 (6-03) | Le cadeau de Maud The Gift of the Maud Pie                                  | Denny Lu et Tim Stuby | Josh Haber, Michael P. Fox, et Wil Fox              | 2 avril 2016             | 5 juin 2016         |
| 121 (6-04) | A vos marques ! On Your Marks                                               | Denny Lu et Tim Stuby | Dave Polsky et Josh Haber                           | 9 avril 2016             | 11 juin 2016        |
| 122 (6-05) | Le nouveau seigneur des dragons Gauntlet of Fire                            | Denny Lu et Tim Stuby | Joanna Lewis et Kristine Songco                     | 16 avril 2016            | 12 juin 2016        |
| 123 (6-06) | Seconde chance No Second Prances                                            | Denny Lu et Tim Stuby | Nick Confalone                                      | 30 avril 2016            | 18 juin 2016        |
| 124 (6-07) | La nouvelle Wonderbolt Newbie Dash                                          | Denny Lu et Tim Stuby | Dave Polsky et Dave Rapp                            | 7 mai 2016               | 19 juin 2016        |
| 125 (6-08) | La légende du feu chaleureux A Hearth's Warming Tail                        | Denny Lu et Tim Stuby | Michael Vogel                                       | 14 mai 2016              | 31 août 2016        |
| 126 (6-09) | La critique de la rue de la selle dorée Saddle Row & Rec                    | Denny Lu et Tim Stuby | Nick Confalone                                      | 21 mai 2016              | 1er septembre 2016  |
| 127 (6-10) | Le jour de congé d'Applejack Applejack's Day Off                            | Denny Lu et Tim Stuby | Michael P. Fox et Wil Fox                           | 28 mai 2016              | 2 septembre 2016    |
| 128 (6-11) | La peur de l'échec Flutter Brutter                                          | Denny Lu et Tim Stuby | Meghan McCarthy et Dave Rapp                        | 4 juin 2016              | 3 septembre 2016    |
| 129 (6-12) | Un peu de piquant à Poneyville Spice Up Your Life                           | Denny Lu et Tim Stuby | Michael Vogel                                       | 11 juin 2016             | 4 septembre 2016    |
| 130 (6-13) | Quand la fiction rattrape la réalité Stranger Than Fan Fiction              | Denny Lu et Tim Stuby | Josh Haber et Michael Vogel                         | 30 juillet 2016          | 5 septembre 2016    |
| 131 (6-14) | La course de voiture de Poneyville The Cart Before The Ponies               | Denny Lu et Tim Stuby | Ed Valentine et Michael Vogel                       | 6 août 2016              | 6 septembre 2016    |
| 132 (6-15) | Les farces de Rainbow Dash 28 Pranks Later                                  | Denny Lu et Tim Stuby | Meghan McCarthy et F.M. De Marco                    | 13 août 2016             | 7 septembre 2016    |
| 133 (6-16) | Un ami inattendu The Times They Are a Changeling                            | Denny Lu et Tim Stuby | Michael Vogel, Kevin Burke et Chris Wyatt           | 20 août 2016             | 15 septembre 2016   |
| 134 (6-17) | Ogres et oubliettes Dungeons and Discords                                   | Denny Lu et Tim Stuby | Nick Confalone                                      | 27 août 2016             | 16 septembre 2016   |
| 135 (6-18) | Le match du siècle Buckball Season                                          | Denny Lu et Tim Stuby | Jennifer Skelly                                     | 3 septembre 2016         | 19 septembre 2016   |
| 136 (6-19) | Une marque pas comme les autres The Fault in Our Cutie Marks                | Denny Lu et Tim Stuby | Josh Haber, Meghan McCarthy et Ed Valentine         | 10 septembre 2016        | 16 septembre 2016   |
| 137 (6-20) | Vive Las Pégase ! Viva Las Pegasus                                          | Denny Lu et Tim Stuby | Michael Vogel, Kevin Burke et Chris Wyatt           | 17 septembre 2016        | 30 octobre 2016     |
| 138 (6-21) | Amies et magie Every Little Thing She Does                                  | Denny Lu et Tim Stuby | Michael Vogel                                       | 24 septembre 2016        | 31 octobre 2016     |
| 139 (6-22) | Aventure en haute mer P.P.O.V. (Pony Point of View)                         | Denny Lu et Tim Stuby | Kevin Burke, Chris Wyatt, Michael P. Fox et Wil Fox | 1er octobre 2016         | 1er novembre 2016   |
| 140 (6-23) | Les pommes et le mensonge Where the Apple Lies                              | Denny Lu et Tim Stuby | Meghan McCarthy et Dave Rapp                        | 8 octobre 2016           | 2 novembre 2016     |
| 141 (6-24) | Amitié en plein ciel ! Top Bolt                                             | Denny Lu et Tim Stuby | Meghan McCarthy, Joanna Lewis et Kristine Songco    | 15 octobre 2016          | 3 novembre 2016     |
| 142 (6-25) | Un dangereux retour aux sources - partie 1 To Where and Back Again - Part 1 | Denny Lu et Tim Stuby | Josh Haber et Michael Vogel                         | 22 octobre 2016          | 14 novembre 2016    |
| 143 (6-26) | Un dangereux retour aux sources - partie 2 To Where and Back Again - Part 2 | Denny Lu et Tim Stuby | Josh Haber et Michael Vogel                         | 22 octobre 2016          | 15 novembre 2016    |

## Saison 7 (2017)
Aux États-Unis, la septième saison est diffusée à partir du 15 avril 2017 sur la chaîne Discovery Family. En France, elle est diffusée à partir du 23 juillet 2017 sur Gulli, puis sur TiJi.
| Numéros    | Titres                                                       | Réalisateur(s)         | Scénariste(s)                   | 1re diff. aux États-Unis | 1re diff. en France |
| ---------- | ------------------------------------------------------------ | ---------------------- | ------------------------------- | ------------------------ | ------------------- |
| 144 (7-01) | Le conseil de Celestia Celestial Advice                      | Denny Lu et Tim Stuby  | Joanna Lewis et Kristine Songco | 15 avril 2017            | 23 juillet 2017     |
| 145 (7-02) | Colère en bouteille All Bottled Up                           | Denny Lu et Tim Stuby  | Joanna Lewis et Kristine Songco | 15 avril 2017            | 23 juillet 2017     |
| 146 (7-03) | La meilleure tatie du monde A Flurry of Emotions             | Denny Lu et Tim Stuby  | Sammie Crowley et Whitney Wetta | 22 avril 2017            | 23 juillet 2017     |
| 147 (7-04) | Une amitié solide comme la pierre Rock Solid Friendship      | Denny Lu et Tim Stuby  | Nick Confalone                  | 29 avril 2017            | 28 août 2017        |
| 148 (7-05) | Le refuge de La Douce Plume Fluttershy Leans In              | Denny Lu et Tim Stuby  | Gillian M. Berrow               | 6 mai 2017               | 29 août 2017        |
| 149 (7-06) | Une éternelle pouliche Forever Filly                         | Denny Lu et Tim Stuby  | Michael P. Fox et Wil Fox       | 13 mai 2017              | 30 août 2017        |
| 150 (7-07) | Des parents en or Parental Glideance                         | Denny Lu et Tim Stuby  | Josh Hamilton                   | 20 mai 2017              | 31 août 2017        |
| 151 (7-08) | Quand les mots manquent Hard to Say Anything                 | Denny Lu et Mike Myhre | Becky Wangberg                  | 27 mai 2017              | 1er septembre 2017  |
| 152 (7-09) | La mode selon Applejack Honest Apple                         | Denny Lu et Mike Myhre | Kevin Lappin                    | 3 juin 2017              | 2 septembre 2017    |
| 153 (7-10) | Un problème royal A Royal Problem                            | Denny Lu et Mike Myhre | Joanna Lewis et Kristine Songco | 10 juin 2017             | 3 septembre 2017    |
| 154 (7-11) | Un yak obstiné Not Asking for Trouble                        | Denny Lu et Mike Myhre | May Chan                        | 17 juin 2017             | 4 septembre 2017    |
| 155 (7-12) | Harmonie discordante Discordant Harmony                      | Denny Lu et Mike Myhre | Michael P. Fox et Wil Fox       | 5 août 2017              | 5 septembre 2017    |
| 156 (7-13) | Des pommes, des poires... et des amours The Perfect Pear     | Denny Lu et Mike Myhre | Joanna Lewis et Kristine Songco | 5 août 2017              | 6 septembre 2017    |
| 157 (7-14) | Gloire et déboires Fame and Misfortune                       | Denny Lu et Mike Myhre | M.A Larson                      | 12 août 2017             | 7 septembre 2017    |
| 158 (7-15) | Triple Menace Triple Threat                                  | Denny Lu et Mike Myhre | Josh Hamilton                   | 19 août 2017             | 8 septembre 2017    |
| 159 (7-16) | Les contes du feu de camp Campfire Tales                     | Denny Lu et Mike Myhre | Barry Safchik & Michael Platt   | 26 août 2017             | 9 septembre 2017    |
| 160 (7-17) | Pour changer un Changelin To Change a Changeling             | Denny Lu et Mike Myhre | Kevin Lappin                    | 2 septembre 2017         | 7 novembre 2017     |
| 161 (7-18) | La fin de Casse-Cou ? Daring Done                            | Denny Lu et Mike Myhre | Gillian .M Berrow               | 9 septembre 2017         | 5 novembre 2017     |
| 162 (7-19) | La crinière n'est pas tout It Isn't the Mane Thing About You | Denny Lu et Mike Myhre | Josh Haber                      | 16 septembre 2017        | 8 novembre 2017     |
| 163 (7-20) | La fièvre des marais A Health of Information                 | Denny Lu et Mike Myhre | Sammie Crowley et Whitney Wetta | 23 septembre 2017        | 6 novembre 2017     |
| 164 (7-21) | Le stage des marques de beauté Marks and Recreation          | Denny Lu et Mike Myhre | May Chan                        | 30 septembre 2017        | 10 novembre 2017    |
| 165 (7-22) | La croisière des princesses Once Upon a Zeppelin             | Denny Lu et Mike Myhre | Charles Demers                  | 7 octobre 2017           | 9 novembre 2017     |
| 166 (7-23) | Des gâteaux et des secrets Secrets and Pies                  | Denny Lu et Mike Myhre | Josh Hamilton                   | 14 octobre 2017          | 11 novembre 2017    |
| 167 (7-24) | Un lien hors du commun Uncommon Bond                         | Denny Lu et Mike Myhre | Josh Haber et Kevin Lappin      | 21 octobre 2017          | 12 novembre 2017    |
| 168 (7-25) | Le jeu de l'ombre - partie 1 Shadow Play - Part 1            | Denny Lu et Mike Myhre | Josh Haber                      | 28 octobre 2017          | 13 novembre 2017    |
| 169 (7-26) | Le jeu de l'ombre - partie 2 Shadow Play - Part 2            | Denny Lu et Mike Myhre | Josh Haber                      | 28 octobre 2017          | 14 novembre 2017    |

## Saison 8 (2018)
Aux États-Unis, la huitième saison est diffusée à partir du 24 mars 2018 sur la chaîne Discovery Family. En France, elle est diffusée à partir du 6 mai 2018 sur TF1, dans le cadre du programme Tfou, puis sur TiJi.
| Numéros    | Titres                                                           | Réalisateur(s)         | Scénariste(s)                    | 1re diff. aux États-Unis | 1re diff. en France |
| ---------- | ---------------------------------------------------------------- | ---------------------- | -------------------------------- | ------------------------ | ------------------- |
| 170 (8-01) | L'école de l'amitié - partie 1 School Daze - Part 1              | Denny Lu et Mike Myhre | Michael Vogel et Nicole Dubuc    | 24 mars 2018             | 6 mai 2018          |
| 171 (8-02) | L'école de l'amitié - partie 2 School Daze - Part 2              | Denny Lu et Mike Myhre | Michael Vogel et Nicole Dubuc    | 24 mars 2018             | 6 mai 2018          |
| 172 (8-03) | Deux âmes sœurs The Maud Couple                                  | Denny Lu et Mike Myhre | Nick Confalone                   | 31 mars 2018             | 12 mai 2018         |
| 173 (8-04) | On fait semblant... puis on y arrive Fake It 'Til You Make It    | Denny Lu et Mike Myhre | Josh Hamilton                    | 7 avril 2018             | 13 mai 2018         |
| 174 (8-05) | Mamies en folie Grannies Gone Wild                               | Denny Lu et Mike Myhre | Gillian M. Berrow                | 14 avril 2018            | 19 mai 2018         |
| 175 (8-06) | La terre ou la mer ? Surf and/or Turf                            | Denny Lu et Mike Myhre | Brian Hohlfeld                   | 21 avril 2018            | 20 mai 2018         |
| 176 (8-07) | Des princesses et des planches Horse Play                        | Denny Lu et Mike Myhre | Kaita Mpambara                   | 28 avril 2018            | 26 mai 2018         |
| 177 (8-08) | Mission en famille The Parent Map                                | Denny Lu et Mike Myhre | Dave Rapp                        | 5 mai 2018               | 27 mai 2018         |
| 178 (8-09) | La lutte des classes Non-Compete Clause                          | Denny Lu et Mike Myhre | Kim Beyer-Johnson                | 12 mai 2018              | 2 juin 2018         |
| 179 (8-10) | Ruptures et malentendus The Break Up Break Down                  | Denny Lu et Mike Myhre | Nick Confalone                   | 19 mai 2018              | 3 juin 2018         |
| 180 (8-11) | L'Effet Mue Molt Down                                            | Denny Lu et Mike Myhre | Josh Haber                       | 26 mai 2018              | 9 juin 2018         |
| 181 (8-12) | Un diplôme bien mérité Marks for Effort                          | Denny Lu et Mike Myhre | Nicole Dubuc                     | 2 juin 2018              | 10 juin 2018        |
| 182 (8-13) | Les jumelles diaboliques The Mean 6                              | Denny Lu et Mike Myhre | Michael Vogel                    | 9 juin 2018              | 16 juin 2018        |
| 183 (8-14) | La lutte des directeurs A Matter of Principals                   | Denny Lu et Mike Myhre | Nicole Dubuc                     | 4 août 2018              | 1er septembre 2018  |
| 184 (8-15) | Le club du Réveillon du feu chaleureux The Hearth's Warming Club | Denny Lu et Mike Myhre | Brian Hohlfeld                   | 4 août 2018              | 2 septembre 2018    |
| 185 (8-16) | L'université de l'amitié Friendship University                   | Denny Lu et Mike Myhre | Chris "Doc" Wyatt et Kevin Burke | 11 août 2018             | 8 septembre 2018    |
| 186 (8-17) | Deux amies improbables The End in Friend                         | Denny Lu et Mike Myhre |                                  | 18 août 2018             | 9 septembre 2018    |
| 187 (8-18) | Quelques notes de bonheur Yakity-Sax                             | Denny Lu et Mike Myhre | Michael P. Fox et Wil Fox        | 25 août 2018             | 15 septembre 2018   |
| 188 (8-19) | Sur la route de l'amitié On the Road to Friendship               | Denny Lu et Mike Myhre | Josh Haber                       | 1er septembre 2018       | 16 septembre 2018   |
| 189 (8-20) | Les Fiascos The Washouts                                         | Denny Lu et Mike Myhre | Nick Confalone                   | 8 septembre 2018         | 22 septembre 2018   |
| 190 (8-21) | Le héros perdu A Rockhoof and a Hard Place                       | Denny Lu et Mike Myhre | Kaita Mpambara                   | 15 septembre 2018        | 23 septembre 2018   |
| 191 (8-22) | Magie en sous-sol What Lies Beneath                              | Denny Lu et Mike Myhre | Michael Vogel                    | 22 septembre 2018        | 29 septembre 2018   |
| 192 (8-23) | Un silence de plomb Sounds of Silence                            | Denny Lu et Mike Myhre | Gregory Bonsignore               | 29 septembre 2018        | 30 septembre 2018   |
| 193 (8-24) | Un papa inattendu Father Knows Beast                             | Denny Lu et Mike Myhre | Josh Haber                       | 6 octobre 2018           | 6 octobre 2018      |
| 194 (8-25) | L'ultime attaque - partie 1 School Raze - Part 1                 | Denny Lu et Mike Myhre | Nicole Dubuc                     | 13 octobre 2018          | 13 octobre 2018     |
| 195 (8-26) | L'ultime attaque - partie 2 School Raze - Part 2                 | Denny Lu et Mike Myhre | Josh Haber                       | 13 octobre 2018          | 13 octobre 2018     |

## Épisode spécial de Noël (2018)
Un épisode spécial de Noël de 44 minutes, Le meilleur cadeau du monde (Best Gift Ever), a été diffusé aux États-Unis le 27 octobre 2018 sur Discovery Family, puis le 25 novembre 2018 sur Netflix. Il a été diffusé en France le 24 décembre 2018 sur Netflix.
| Titres | Réalisateur            | Scénariste(s) | 1re diff. aux États-Unis | 1re diff. en France |
| --- | ---------------------- | ------------- | ------------------------ | ------------------- |
| My Little Pony: Best Gift Ever                                                                            | Denny Lu et Mike Myhre | Michael Vogel | 27 octobre 2018          | 24 décembre 2018    |
| Les protagonistes conviennent qu'au Réveillon du feu chaleureux, chacun offrira un cadeau à une personne. |                        |               |                          |                     |

Trois courts-métrages dérivés de cet épisode spécial ont été diffusés sur la chaîne YouTube de Hasbro le 11 décembre 2018 :
| Numéros | Titres                                          | Scénariste(s)     | 1re diff. aux États-Unis |
| ------- | ----------------------------------------------- | ----------------- | ------------------------ |
| 1       | Les défis de l'impossible ! Triple Pony Dare Ya | Kim Beyer-Johnson | 11 décembre 2018         |
| 2       | Le grand jeu d'évasion The Great Escape Room    | Kim Beyer-Johnson | 11 décembre 2018         |
| 3       | La voix mystérieuse Mystery Voice               | Kate Leth         | 11 décembre 2018         |

## Saison 9 (2019)
Aux États-Unis, la neuvième saison est diffusée à partir du 6 avril 2019 sur la chaîne Discovery Family et s'est terminée par une série de trois épisodes le 12 octobre. En France, elle est diffusée à partir du 2e novembre 2020 sur Tiji.
| Numéros    | Titres                                                            | Réalisateur(s)         | Scénariste(s)                   | 1re diff. aux États-Unis | 1re diff. en France |
| ---------- | ----------------------------------------------------------------- | ---------------------- | ------------------------------- | ------------------------ | ------------------- |
| 196 (9-01) | Le début de la fin, 1ère partie The Beginning of the End - Part 1 | Denny Lu et Mike Myhre | Joanna Lewis et Kristine Songco | 6 avril 2019             | 1er novembre 2020   |
| 197 (9-02) | Le début de la fin, 2ème partie The Beginning of the End - Part 2 | Denny Lu et Mike Myhre | Joanna Lewis et Kristine Songco | 6 avril 2019             | 3 novembre 2020     |
| 198 (9-03) | L'appel de l'arbre Uprooted                                       | Denny Lu et Mike Myhre | Nicole Dubuc                    | 13 avril 2019            | 4 novembre 2020     |
| 199 (9-04) | L'Héritier Suprême Sparkle's Seven                                | Denny Lu et Mike Myhre | Josh Haber et Nicole Dubuc      | 20 avril 2019            | 5 novembre 2020     |
| 200 (9-05) | Le point de non-retour The Point of No Return                     | Denny Lu et Mike Myhre | Gillian M. Berrow               | 27 avril 2019            | 6 novembre 2020     |
| 201 (9-06) | Terrain d'entente Common Ground                                   | Denny Lu et Mike Myhre | Josh Haber                      | 4 mai 2019               | 7 novembre 2020     |
| 202 (9-07) | Elle est toute Yak She's All Yak                                  | Denny Lu et Mike Myhre | Brian Hohfeld                   | 11 mai 2019              | 9 novembre 2020     |
| 203 (9-08) | Meilleurs ennemis Frenemies                                       | Denny Lu et Mike Myhre | Michael Vogel                   | 18 mai 2019              | 10 novembre 2020    |
| 204 (9-09) | Douceur enfumée Sweet and Smoky                                   | Denny Lu et Mike Myhre | Kim Beyer-Johnson               | 25 mai 2019              | 11 novembre 2020    |
| 205 (9-10) | Le Grand Semeur Going to Seed                                     | Denny Lu et Mike Myhre | Dave Rapp                       | 1er juin 2019            | 12 novembre 2020    |
| 206 (9-11) | Une conseillère dévouée Student Counsel                           | Denny Lu et Mike Myhre | Josh Haber                      | 8 juin 2019              | 13 novembre 2020    |
| 207 (9-12) | La dernière croisade The Last Crusade                             | Denny Lu et Mike Myhre | Nicole Dubuc                    | 15 juin 2019             | 14 novembre 2020    |
| 208 (9-13) | Entre aube et crépuscule Between Dark and Dawn                    | Denny Lu et Mike Myhre | Gail Simone                     | 22 juin 2019             | 16 novembre 2020    |
| 209 (9-14) | Le dernier rire The Last Laugh                                    | Denny Lu et Mike Myhre | Michael P. Fox and Wil Fox      | 3 août 2019              | 17 novembre 2020    |
| 210 (9-15) | Les pom-pom-poneys 2, 4, 6, Greaaat                               | Denny Lu et Mike Myhre | Kaita Mpambara                  | 10 août 2019             | 18 novembre 2020    |
| 211 (9-16) | Trivial Galop A Trivial Pursuit                                   | Denny Lu et Mike Myhre | Brittany Jo Flores              | 17 août 2019             | 19 novembre 2020    |
| 212 (9-17) | Un redoutable soleil d'été The Summer Sun Setback                 | Denny Lu et Mike Myhre | Michael Vogel                   | 24 août 2019             | 20 novembre 2020    |
| 213 (9-18) | Murmurer à l'oreille d'Angel She Talks to Angel                   | Denny Lu et Mike Myhre | Nick Confalone                  | 31 août 2019             | 21 novembre 2020    |
| 214 (9-19) | Mon dragon bien-aimé Dragon Drooped                               | Denny Lu et Mike Myhre | Josh Haber                      | 7 septembre 2019         | 23 novembre 2020    |
| 215 (9-20) | Le candidat idéal A Horse Shoe-In                                 | Denny Lu et Mike Myhre | Ariel Shepherd-Oppenheim        | 14 septembre 2019        | 24 novembre 2020    |
| 216 (9-21) | Question de point de vue Daring Doubt                             | Denny Lu et Mike Myhre | Nicole Dubuc                    | 21 septembre 2019        | 25 novembre 2020    |
| 217 (9-22) | Dur dur de grandir ! Growing Up is Hard to Do                     | Denny Lu et Mike Myhre | Ed Valentine                    | 28 septembre 2019        | 26 novembre 2020    |
| 218 (9-23) | La demande de Big Macintosh The Big Mac Question                  | Denny Lu et Mike Myhre | Josh Haber and Michael Vogel    | 5 octobre 2019           | 27 novembre 2020    |
| 219 (9-24) | La fin de la fin, 1ère partie The Ending of the End - Part 1      | Denny Lu et Mike Myhre | Nicole Dubuc                    | 12 octobre 2019          | 30 novembre 2020    |
| 220 (9-25) | La fin de la fin, 2ème partie The Ending of the End - Part 2      | Denny Lu et Mike Myhre | Michael Vogel                   | 12 octobre 2019          | 30 novembre 2020    |
| 221 (9-26) | Le dernier problème The Last Problem                              | Denny Lu et Mike Myhre | Josh Haber                      | 12 octobre 2019          | 14 décembre 2020    |

## Special(2019)
Un épisode spécial de 60 minutes, Rainbow Roadtrip, a été diffusé aux États-Unis le 29 juin 2019 sur Discovery Family.
| Titres                           | Réalisateur       | Scénariste(s)     | 1re diff. aux États-Unis |
| -------------------------------- | ----------------- | ----------------- | ------------------------ |
| My Little Pony: Rainbow Roadtrip | Gillian Comerford | Kim Beyer-Johnson | 29 juin 2019             |

## Courts-métrages (2019)
Du 29 janvier au 27 février 2019, Hasbro a diffusé cinq courts-métrages My Little Pony sur sa chaîne YouTube :
| Numéros | Titres                                           | Scénariste(s)     | 1re diff. aux États-Unis |
| ------- | ------------------------------------------------ | ----------------- | ------------------------ |
| 1       | Du vent pour Rarity Rarity's Biggest Fan         | Gillian M. Berrow | 29 janvier 2019          |
| 2       | Rhume de corne Ail-icorn                         | Kim Beyer-Johnson | 5 février 2019           |
| 3       | Le professeur du mois Teacher of the Month       | Katherine Chilson | 12 février 2019          |
| 4       | Starlight l'hypnotiseuse Starlight the Hypnotist | Gillian M. Berrow | 19 février 2019          |
| 5       | Vive les glaces ! Sundae, Sundae, Sundae         | Gillian M. Berrow | 26 février 2019          |